# Hạnh Dịch
Hạnh Dịch là một xã thuộc huyện Quế Phong, tỉnh Nghệ An, Việt Nam.
Xã Hạnh Dịch có diện tích 18.026,24 ha, dân số tính đến 6/2015 là 3442 người, mật độ dân số đạt 15 người/km².